# 高级数据链路控制
高级数据链路控制（或简称），是一个在同步网上传输数据、面向比特的协议的数据链路层协议，它是由国际标准化组织制订的。
国际电信联盟已把规程引入到X.25协议栈。是修改自的，后者作为数据链路层协议用于自己开发的系统网络架构（SNA）。现在作为同步点对点协议（PPP）的基础已经被用于很多服务中来接入广域网，通常最常见的是因特网。
的帧格式规定以01111110（十六进制7E）的位组合作为它的起始和结束的标志，这种位组合也被称为帧界定符。
在的帧格式中，在起始标志后的是地址字段和控制字段，然后是长度在0到5000八位位组（octet）的数据字段和帧检验序列字段（FCS），最后是作为结束标志的帧界定符。一点需要指出的是，当暂时没有信息传送时，帧界定符被连续地发送直到下一次数据发送为止，产生如下图的连续比特流：
```
01111110011111100111111001111110
 ______  ______  ______  ______ 
_      __      __      __      _
```

这种方法被用于调制解调器，通过锁相环（phase-locked loop）来训练时钟同步。